# Васильєв Леонід Володимирович
Леоні́д Володи́мирович Васи́льєв — майор Збройних сил України, учасник російсько-української війни.
Станом на березень 2017-го — заступник командира 30-ї бригади з тилу — начальник тилу.

## Нагороди
8 вересня 2014 року — за особисту мужність і героїзм, виявлені у захисті державного суверенітету та територіальної цілісності України, вірність військовій присязі під час російсько-української війни, відзначений — нагороджений орденом «За мужність» III ступеня.